# Costra caliza
La costra caliza son depósitos edáficos de hasta dos metros de espesor formados al final de las glaciaciones del Cuaternario al evaporarse, en el lugar de las actuales costras, mucha agua de avenida rica en caliza. Son comunes en las regiones subtropicales y semiáridas. En África del Norte esa capa dura e impermeable se halla cubierta por limos fértiles, pero su presencia impide cultivarlos.